# Tetranthus
Tetranthus là một chi thực vật có hoa trong họ Cúc (Asteraceae).

## Loài
Chi Tetranthus gồm các loài: